# Bayaguana
Bayaguana es un municipio de la República Dominicana, que está situada en la provincia de Monte Plata.

## Etimología
El nombre original de Bayaguana es San Juan Bautista de Bayaguana que le proviene del misma que tenía la población de Bayajá en la zona fronteriza con Haití. Como se aprecia, Bayaguana resulta de la combinación de Baya[já] y [Ya]guana.

## Límites
Municipios limítrofes:
|                                            | Norte: Sabana Grande de Boyá, Sabana de la Mar y El Valle |                                         |
| Oeste: Sabana Grande de Boyá y Monte Plata |                                                           | Este: El Valle, Hato Mayor y Los Llanos |
|                                            | Sur: San Antonio de Guerra                                |                                         |

## Distritos municipales
Está formado por el distrito municipal de:
| Nombre    | Código   |
| --------- | -------- |
| Bayaguana | 09290201 |

## Historia
El pueblo fue fundado en el año 1606 por los habitantes de los pueblos de Bayajá y Yaguana (actual Fort-Liberté y Léogâne, Haití), que fueron destruidos por orden del Rey Felipe III de España para combatir el contrabando que existía en esa zona. Estas destrucciones fueron conocidas como las Devastaciones de Osorio, debido a que ocurrieron bajo la administración del gobernador Antonio de Osorio en La Española. Los colonos españoles de La Yaguana y Bayajá fueron reasentados en la ciudad de Bayaguana.

## Economía
Explota el renglón agrícola, así como parte de sus terrenos están sembrados de caña de azúcar, piña y de pastos naturales para alimentos del ganado vacuno que posee en abundancia.
Un sitio de gran atracción turística se encuentra en las cercanías de la población de Bayaguana. Se trata del Salto de Comate, en el río del mismo nombre, a donde afluyen a diario centenares de personas a disfrutar de un baño en sus frías aguas. También están los balnearios de Comatillo, en Comatillo, Salto Alto, en Sierra de Agua, entre otros. A su vez, parte de uno de los principales parques nacionales, el Parque nacional Los Haitises, se encuentra en Bayaguana.

## Fiestas
- El 24 de junio es el día de San Juan Bautista y se celebra en las calles del pueblo con música popular, corrida de burros, el palo "encebao", carrera de sacos, entre otras actividades.
- El 28 de diciembre es el día de la corrida de toros en Bayaguana, algunos habitantes se visten de vaqueros y todos los participantes montan en caballos por las calles de la ciudad y se concentran en el Parque Central de Bayaguana.